# 1894 en sociologie
| Années de la sociologie : 1891 - 1892 - 1893 - 1894 - 1895 - 1896 - 1897    |
| Décennies de la sociologie : 1860 - 1870 - 1880 - 1890 - 1900 - 1910 - 1920 |

Cet article présente les événements de l'année 1894 dans le domaine de la sociologie. 

## Publications

### Livres
- William Edward Burghardt Du Bois, The Philadelphia Negro

### En ligne
- Lire en ligne : Georg Simmel, « Le problème de la sociologie », Revue de métaphysique et de morale, 1894,  (Même texte en [RTF], www.ac-nancy-metz.fr) [PDF]

## Naissances
- 11 novembre, Georges Gurvitch (mort le 12 décembre 1965), sociologue français.

## Décès
- 24 août, Joaquim Pedro de Oliveira Martins (né en 1845), sociologue du portugal.